# Trombe di Tutankhamon

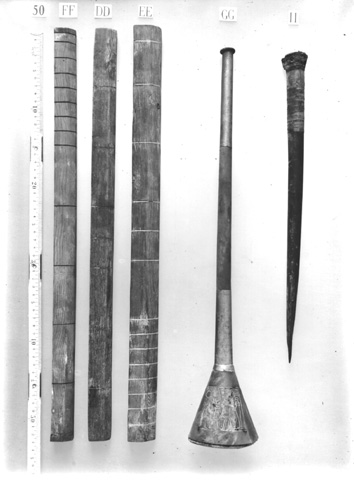
La tromba di bronzo o rame fotografata da Harry Burton poco dopo la sua scoperta.
Burton Photo. No. P0227, Carter No. 050gg, Museo Egizio, Cairo JE 62008; Exhib. 125

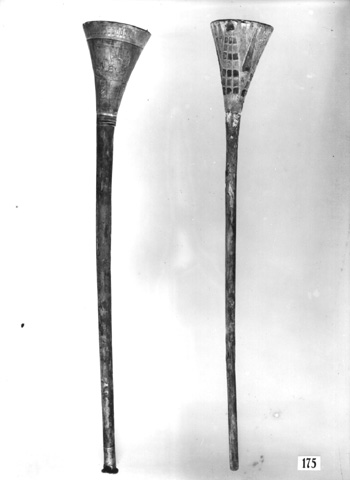
La tromba d'argento e la sua anima in legno (a destra)
Burton Photo. No. p0700,

Le trombe di Tutankhamon sono una coppia di trombe rinvenute nella camera sepolcrale del faraone della XVIII dinastia Tutankhamon. Le trombe, una d'argento sterlina e una di bronzo (o di rame), sono considerate le più antiche trombe funzionanti del mondo e gli unici esemplari conosciuti dell'antico Egitto.
Le trombe sono state ritrovate da Howard Carter durante gli scavi della tomba di Tutankhamon. La tromba di bronzo è stata scoperta nel vestibolo della tomba in una grande cassa contenente svariati oggetti militari e bastoni da passeggio. La tromba d'argento è stata rinvenuta successivamente nella camera sepolcrale. Sono entrambe finemente scolpite con immagini decorative degli dei Ra-Horakhti, Ptah, e Amon. Sul padiglione della tromba d'argento è inciso un verticillo di sepali e calici che raffigurano un fiore di loto e il prenome e nome del sovrano. La tromba di bronzo potrebbe essere fatta, in realtà, di rame; il metallo non è ancora stato analizzato. Lo strumento d'argento ha una lunghezza di 57,1 cm. mentre quella in bronzo ha una misura inferiore, di 49.5 cm; il rapporto fra le lunghezze è di 8 a 9. Nell'Antico Egitto venivano utilizzate molte varietà di trombe, generalmente in ottone o in bronzo, lunghe fra i 60  e i 90 cm. Trombe dall'aspetto simile a quelle di Tutankhamon sono presenti nelle pitture murali egizie e sono solitamente associate a scene militari e cortei funebri
Silenziose per oltre 3000 anni, le trombe sono state suonate dal vivo per circa 150 milioni di ascoltatori attraverso una trasmissione internazionale della BBC andata in onda il 16 aprile 1939. Le trombe sono state suonate da James Tappern, facente parte della banda dell'"11º reggimento di ussari reali del Principe Alberto". Rex Keating, che presentò la trasmissione del 1939, affermò in seguito che durante una prova la tromba d'argento si era frantumata e Alfred Lucas, un membro della squadra di Carter che aveva restaurato i reperti, fu così angosciato che ebbe bisogno di andare in ospedale. A causa della loro fragilità, è improbabile che le trombe vengano suonate di nuovo in ricostruzioni musicali ufficiali.

## Rivendicazioni di poteri magici
La tromba di bronzo era tra i manufatti rubati dal Museo egizio del Cairo nel corso della rivoluzione egiziana del 2011 e venne restituita al museo qualche settimana dopo. Secondo il quotidiano Al-Ahram, dopo la sua restituzione Hala Hassan, curatore della collezione di Tutankhamon al Museo egizio, affermò che aveva "poteri magici" e che "ogni volta che qualcuno vi soffiava dentro si verificava una guerra. Una settimana prima della rivoluzione, durante un processo di documentazione e fotografia, un dipendente ci soffiò dentro e una settimana dopo scoppiò la rivoluzione. La stessa cosa era successa prima della guerra del 1967 e prima della guerra del Golfo del 1991, quando uno studente stava facendo una ricerca approfondita sulla collezione di Tutankhamon."

## Galleria d'immagini

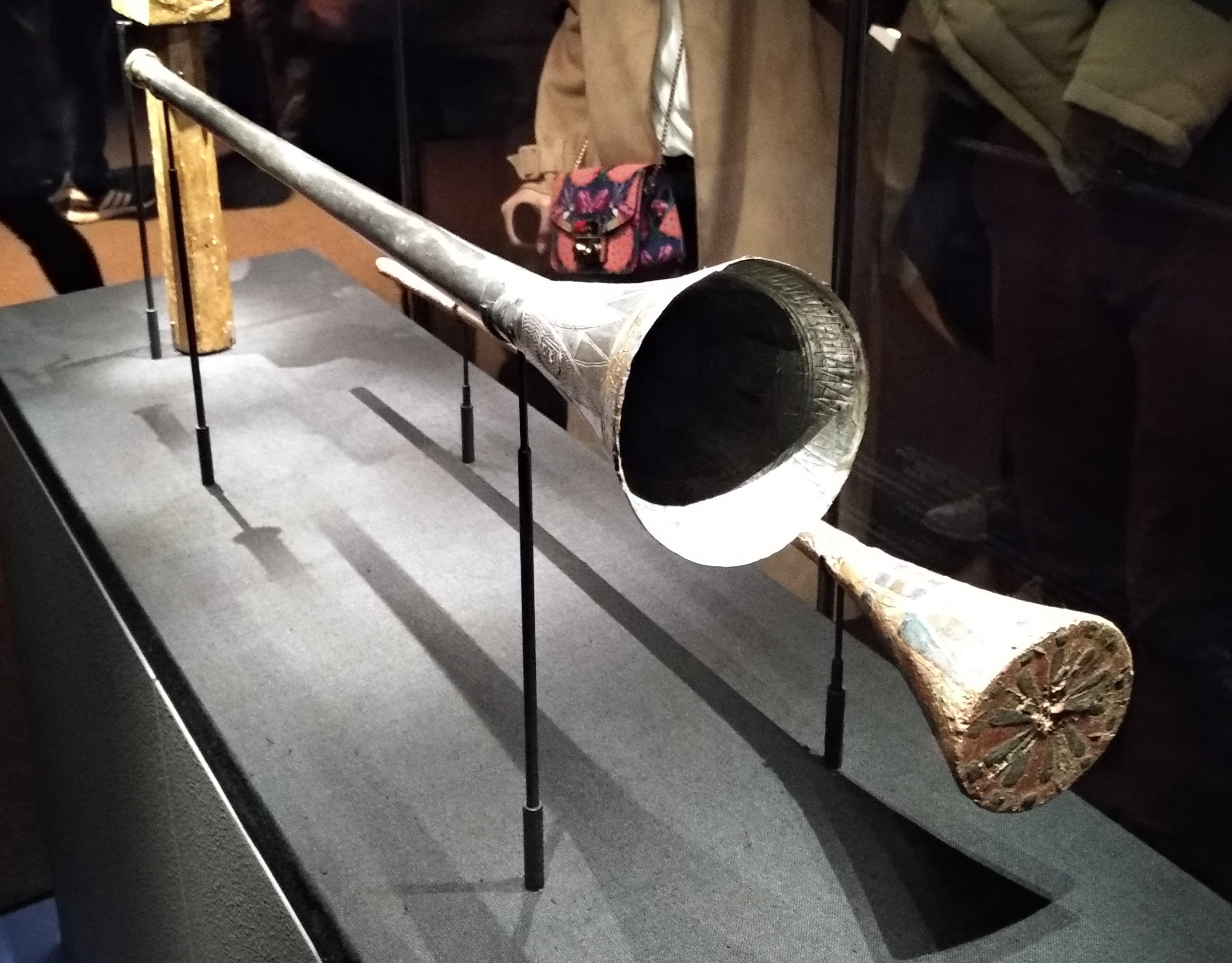
La tromba d'argento e la sua sordina di legno
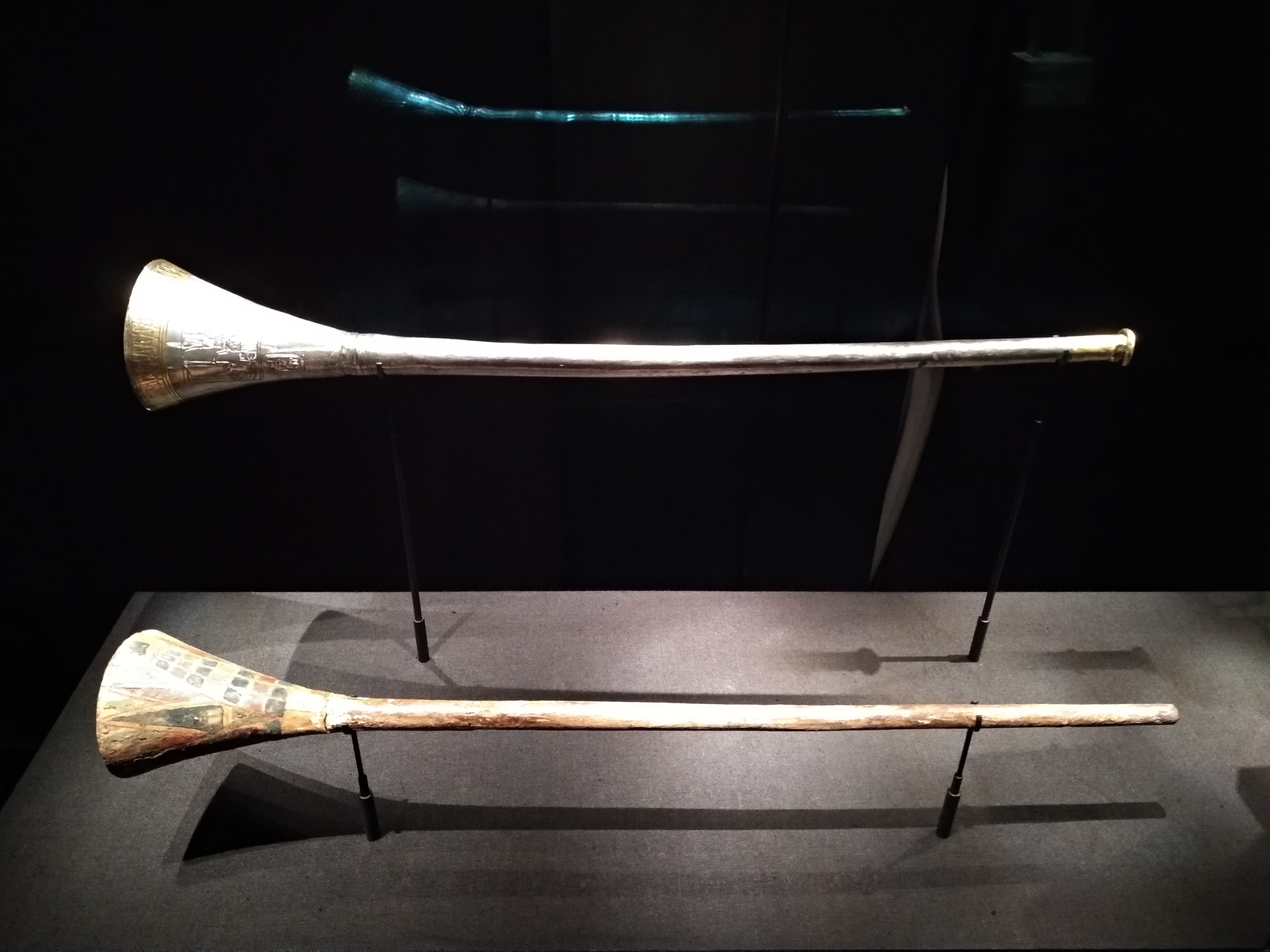
Gli stessi oggetti da un'altra inquadratura